# Willibald Kreß
Pour les articles homonymes, voir Kress et Kreß.
Willibald Kreß, né le 13 novembre 1906 à Francfort-sur-le-Main et mort le 27 janvier 1989, est un footballeur et entraîneur allemand.

## Biographie
En tant que gardien, Willibald Kreß est international allemand à 16 reprises (1929-1934) pour aucun but inscrit. Il participe à la Coupe du monde de football 1934, où il est titulaire à tous les matchs, ratant juste le match pour la troisième place. Il termine troisième du tournoi.
Il joue dans les clubs allemands (Rot-Weiss Francfort et Dresdner SC) et le club français FC Mulhouse ou il fit seulement cinq jeux amicaux. Avec Dresden il remporte deux fois le championnat et deux fois la coupe d'Allemagne. Apres la guerre il joue dans FSV Francfort dans la Oberliga Sud.
Il est entraîneur de trois clubs allemands (FSV Francfort, Wuppertaler SV et VfB 1900 Gießen (de)), mais il ne remporte aucun titre.

## Palmarès
- Championnat d'Allemagne de football
  - Champion en 1943 et en 1944
  - Vice-champion en 1940
- Coupe d'Allemagne de football
  - Vainqueur en 1940 et en 1941
- Coupe du monde de football
  - Troisième en 1934